# Ołeh Wołotiok
Ołeh Wiktorowycz Wołotiok, ukr. Олег Вікторович Волотьок, ros. Олег Викторович Волотек, Oleg Wiktorowicz Wołotiok (ur. 15 sierpnia 1967 w Ługańsku) – ukraiński piłkarz, grający na pozycji obrońcy, a wcześniej napastnika lub pomocnika.

## Kariera piłkarska

### Kariera klubowa
Wychowanek klubu Zoria Woroszyłowgrad, w którym w 1984 rozpoczął karierę piłkarską. W latach 1987–1988 "odbywał" służbę wojskową w SKA Kijów, po czym wrócił do Zorii Woroszyłowgrad. Na początku 1992 został zaproszony do Dynama Kijów. 7 marca 1992 roku debiutował w Wyszczej Lidze w meczu z Metalistem Charków (2:1). Podczas przerwy zimowej sezonu 1992/93 opuścił kijowski klub i przeszedł do Asmarału Moskwa. Po roku powrócił do dynamowskiej drużyny, ale potem grał tylko w składzie drugiej drużyny. Często zmieniał kluby. Występował w klubach Krywbas Krzywy Róg, SK Mikołajów, Metałurh Mariupol, Fakeł Warwa, SV Babelsberg 03, Mietałłurg Krasnojarsk, Torpedo Zaporoże, Stal Ałczewsk, Zakarpattia Użhorod i TP-47. W wieku 37 lat zakończył karierę piłkarską w amatorskim zespole Jednist' Płysky. Potem prezentował drużynę seniorów Dynama Kijów na różnych turniejach.

## Sukcesy i odznaczenia

### Sukcesy klubowe
- wicemistrz Ukrainy: 1992
- mistrz Ukrainy: 1993

### Odznaczenia
- tytuł Mistrza Sportu Ukrainy: 1993